# Varislampi och Pieni Varislampi
Varislampi och Pieni Varislampi är en sjö i byn Varistaival i Heinävesi i Södra Savolax. Sjön ligger 95,3 meter över havet. Den är 16 meter djup. Arean är 64 hektar och strandlinjen är 9,7 kilometer lång.  Den  ingår i Vuoksens huvudavrinningsområde. 
Sjön är en del av Heinävesistråten. Åren 1911–1914 byggdes Taivallahti kanal i nordost och Varistaival kanal i söder för att förbinda sjöarna Juojärvi och Varisvesi. De två mindre sjöarna Varislampi och Pieni Varislampi som ligger mellan de två slusskanalerna förenades genom den 160 meter långa öppna Mellankanalen.